# Faider Hernández
Faider Luis Hernández Santos (ur. 4 września 1986) − kolumbijski bokser kategorii lekkiej.

## Kariera amatorska
W listopadzie 2013 roku zdobył brązowy medal na igrzyskach boliwaryjskich w Chiclayo. Rywalizację na tych igrzyskach rozpoczął od ćwierćfinału, w którym pokonał reprezentanta Boliwii Elíasa Rocę, wygrywając przez nokaut w pierwszej rundzie. W półfinale kategorii lekkiej przegrał z Wenezuelczykiem Luisem Arcónem, ulegając mu nieznacznie na punkty.